# Национальный музей шифера
Национальный музей шифера (валл. Amgueddfa Lechi Cymru, англ. National Slate Museum) — промышленный музей в деревне Лланберис в Великобритании, входящий в список национальных музеев Уэльса.
Основан в 1972 году. Занимает здание бывших мастерских XIX века Гилфах-Де у заброшенного сланцевого карьера Динорвик в парке Падарн. Является одним из важных пунктов Европейского маршрута промышленного наследия.
Мастерские, которые обслуживали карьер и его локомотивы, были построены в 1870 году на вынутом грунте, появившимся вследствие непрерывной добычи сланца из соседнего карьера Вивиан. Отсюда по узкоколейной железной дороге сланцевый шифер доставлялся в порт Динорвик. Составы въезжали в главный двор через главный вход.
Карьер был закрыт в 1969 году. В 1972 году здесь был открыт Музей добычи сланца в Северном Уэльсе, ныне Национальный музей шифера. В настоящее время музей связан с близлежащей деревней Лланберис Приозёрной железной дорогой, которая использует часть его здания в качестве своих мастерских.
Музей снова открылся после получения гранта в размере 1,6 миллионов фунтов стерлингов от Фонда лотереи наследия. На эти средства в нём была обустроена экспозиция в стиле викторианской эпохи. Ранее она находилась в Танегрисо, откуда её перенесли, разобрав камень за камнем и возведя на новом месте. В музее демонстрируется видео «Украсть гору», в котором рассказывается о жизни и труде людей, добывавших здесь сланцы.
В музее также есть самое большое рабочее водяное колесо в Великобритании, которое доступно для просмотра. Водяное колесо диаметром в 50 футов 5 дюймов, шириной 5 футов 3 дюйма было построено вокруг оси в 12 дюймов в 1870 году фирмой Де Винтон из Кернарфона. Близ музея находится частично восстановленная наклонная шахта Вивиан, откуда едут нагруженные шиферным сланцем вагоны и возвращаются обратно пустыми.